# Ontmoetingskerk (Tilburg)
De Ontmoetingskerk is een protestants kerkgebouw in de Noord-Brabantse stad Tilburg. De kerk is gelegen aan de Diederikdreef 14.

## Geschiedenis
De Gereformeerde Kerken vrijgemaakt ontstonden in 1944 en hadden ook enige aanhang in Tilburg en omgeving. In 1962 kwam het tot de vorming van een zelfstandige gemeente. De kerkdiensten werden op dat moment op diverse locaties gehouden, waarbij de benodigdheden, zoals preekstoel en orgel, na afloop in een kist moesten worden opgeborgen.
Uiteindelijk zocht men naar een kerkgebouw en in 1988 werd een leegstaand kantoorpand van een voormalige textielfabriek aangekocht en geschikt gemaakt als kerk. In 2006 werd de kerkzaal nog uitgebreid en in 2008 werd de naam "Ontmoetingskerk" aangenomen. 
In 2023 is het kerkgenootschap opgegaan in de Nederlandse Gereformeerde Kerken.

## Gebouw
Aan de buitenkant oogt het gebouw als een kantoorgebouw. Afgezien van de gevelbelettering Ontmoetingskerk is niet te zien dat het om een kerkgebouw gaat.